# خانه یزدان‌بخش رحمتی
خانه یزدان بخش رحمتی مربوط به دوره قاجار است و در شهرستان فومن، شهرک تاریخی ماسوله واقع شده و این اثر در تاریخ ۲۵ اسفند ۱۳۸۰ با شمارهٔ ثبت ۵۱۷۶ به‌عنوان یکی از آثار ملی ایران به ثبت رسیده است.
این خانه در 2 طبقه بنا گردیده است و مشتمل بر دالان ورودی و انباری(چغوم) در طبقه اول و در طبقه دوم دارای تالار( بالکن چوبی) میان سومه( نشیمن میانی) عقب سومه( اتاق نشیمن انتهایی مخصوص اقامت در زمستان) و سرویس های بهداشتی و چغوم می باشد. کلیه اتاق ها و نشیمن ها با در های مزین به نقش برجسته از چوب گردوی محلی از هم منفک میگردد.